# Пётр Степанович Верховенский
Пётр Степанович Верховенский — один из главных героев романа Ф. М. Достоевского «Бесы». Сын либерала Степана Трофимовича Верховенского и его первой жены, «легкомысленной девицы», имя которой в романе не названо. Революционер и нигилист, лишённый моральных принципов. Создал в небольшом уездном городке революционную организацию; в конце концов, его действия привели к убийству Ивана Шатова, бывшего члена организации заговорщиков.
Прообразами Петра Верховенского были революционеры Сергей Нечаев и, возможно, Михаил Петрашевский.

## История создания
В первоначальных черновиках романа Верховенский носил условное имя «Студент»; иногда автор именовал его «Нечаевым» по имени прототипа. Достоевский первоначально планировал изобразить «Студента» как чистого нигилиста, своего рода пародию на тургеневского Базарова. В то же время это должен был быть комический персонаж, нигилист-Хлестаков («вроде Хлестакова — какие-нибудь гадкие, мелкие и смешные истории в городе»). В образе Петра Верховенского отразилось много и личных черт Нечаева, о которых Достоевский знал и из прессы, и по рассказам знакомых, в том числе его бытовая неаккуратность и фамильярная манера общения. В то же время этот персонаж отчасти соотносился и с Петрашевским («Нечаев — отчасти Петрашевский» — записал Достоевский в черновиках к роману, имея в виду своего персонажа), к кружку которого принадлежал писатель. Комментаторы предполагают, что к Верховенскому перешли такие черты Петрашевского, как энергичность, непоседливость, исключительно быстрая и при этом правильная речь.
Во время работы над романом замысел Достоевского изменился: писатель не захотел делать главным героем полупародийного нигилиста, и на первое место выдвинулся Николай Ставрогин, носивший в черновиках имя «Князь»:
Без сомнения, небесполезно выставить такого человека; но он один не соблазнил бы меня. По-моему, эти жалкие уродства не стоят литературы. К собственному моему удивлению, это лицо наполовину выходит у меня лицом комическим. И потому, несмотря на то, что всё это происшествие занимает один из первых планов романа, оно, тем не менее,— только аксессуар и обстановка действий другого лица…

Из письма Достоевского к М. Н. Каткову от 8 (20) октября 1870 года

## В культуре
Современная Ф. М. Достоевскому критика зачастую подчёркивала искусственность образа Верховенского. Так, П. Н. Ткачёв писал: «Верховенский сколько-нибудь своеобразен только в своей фанатической исповеди Ставрогину. Но эта исповедь нимало не гармонирует с общим характером героя, выкроенного по шаблону лесковских нигилистов». Н. К. Михайловский также счёл характер Верховенского одномерным; при этом он отметил, что Верховенский — типичный для Достоевского персонаж «на границе нормального и ненормального состояния духа… Это или люди, находящиеся в сильно возбуждённом состоянии, или мономаны, имеющие возможность сочинять и проповедовать весьма замысловатые теории».
Критика XX в. (Вяч. Иванов, Д. Мережковский) увидела в Петре Верховенском мистическую составляющую: это своего рода Мефистофель, кривое зеркало главного героя — Николая Ставрогина. Как отмечает Е. М. Мелетинский, Пётр Верховенский воплощает образ мифологического плута-трикстера: при этом Верховенский выступает, как двойник-практик Ставрогина, который «совершает провокации, убийства и т. п., которые тайно, частично бессознательно, желанны для Ставрогина».
Послереволюционная критика подчёркивала в характере Верховенского и другие аспекты: сама «плоскость» и одномерность персонажа уже предвещала революционную «бесноватость», одержимость идеей. Так, Д. Мережковский писал: «Такие деятели русской революции, как Ленин и Сталин, совершенно „бесноватые“, будут площе Верховенского». Ф. Степун полагал, что в речи Верховенского в главе «Иван-Царевич» содержится: «историософская и социологическая характеристика грядущей большевистской революции». Альбер Камю, написавший пьесу по мотивам «Бесов», также считал Верховенского провозвестником тоталитаризма: «Верховенский… существо злобное и ограниченное, он живёт только волей к власти… Это — провозвестие тоталитарных теократий XX века и государственного террора».
Юрист А. В. Наумов отметил, что и роман Достоевского в целом, и особенно образ Верховенского остаются актуальными, как отражение характерных принципов и приёмов терроризма, в том числе международного.

## В кино и театре
- В спектакле «Николай Ставрогин» (1913) роль Верховенского исполнил И. Н. Берсенев
- В сериале BBC «Одержимые» (The Possessed, 1969) Верховенского играл Дэвид Коллингз[10].
- В фильме Анджея Вайды «Бесы» (1988) Петра Верховенского играл Жан-Филипп Экоффе.
- В фильме Игоря Таланкина «Бесы» 1992 года Петра Верховенского играл Пётр Юрченков.
- В сериале «Бесы» 2014 года роль Петра Верховенского исполнил Антон Шагин.